# Bronisław Maj

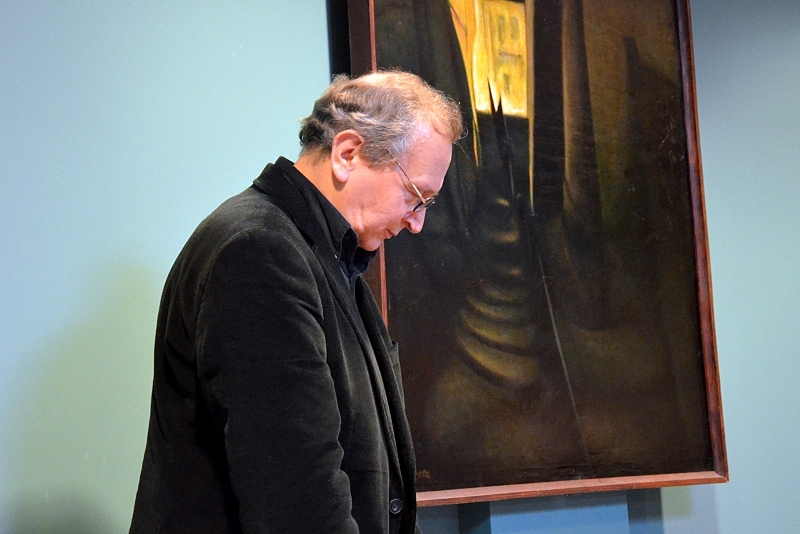
Bronisław Maj auf der Burg zu Sanok (2014)

Bronisław Maj (* 19. November 1953 in Łódź) ist ein polnischer Lyriker, Essayist und Übersetzer.

## Biografie
Maj wurde in Łódź geboren und besuchte das dortige XV. Lyzeum, schloss sein Studium der polnischen Philologie an der Jagiellonen-Universität Krakau ab, wo er auch promovierte und nun als Professor arbeitet.
Er schrieb Bücher über den Lyriker Tadeusz Gajcy und erhielt einige prestigeträchtige Preise, darunter 1984 den Preis der Kościelski-Stiftung. Texte auf Deutsch erschienen in der Anthologie Nach den Gewittern.

## Schaffen
Lyrikbände:
- Wiersze (Gedichte), Warszawa, wydawnictwo NOWA, 1980
- Taka wolność (Eine solche Freiheit). Gedichte aus den Jahren 1971–1975, Warszawa, wydawnictwo MAW, 1981
- Wspólne powietrze (1978–1979) (Gemeinsame Luft), Kraków, Wydawnictwo Literackie, 1981 (Preis der  Kościelski-Stiftung 1984)
- Album rodzinny (Familienalbum), Kraków, wydawnictwo Oficyna Literacka, 1986
- Zagłada Świętego Miasta (Die Vernichtung der Heiligen Stadt), London, wydawnictwo Puls, 1986
- Zmęczenie (Müdigkeit), Kraków, wydawnictwo „Znak“ 1986
- Światło (Licht), Kraków, wydawnictwo Znak 1994
- Elegie, treny, sny (Elegien, Klagelieder, Träume), Kraków, wydawnictwo Znak 2003

## Liedtexte
- 2002 – für Grzegorz Turnau: Nawet – Sancho, Leśmian und Na połowie czasu

## Radio
2001 moderierte er auf RMF FM die Literatursendung "Spółdzielnia Usług Literackich Szatnia"

## Bibliografie
- Krzysztof Karasek: Współczesna poezja polska. Antologia